# Flight Leutenant
Flight Leutenant è un film del 1942 diretto da Sidney Salkow.
È un film drammatico statunitense con Pat O'Brien, Glenn Ford e Evelyn Keyes. O'Brien interpreta Sam Doyle, un pilota commerciale caduto in disgrazia che lavora per riconquistare il rispetto di suo figlio (Ford) sullo sfondo della seconda guerra mondiale.

## Produzione
Il film, diretto da Sidney Salkow su una sceneggiatura di Michael Blankfort e un soggetto di Richard Carroll e Betty Hopkins, fu prodotto da B.P. Schulberg per la Columbia Pictures e girato, tra le altre location, nell'Alhambra Airport, ad Alhambra, California, dal 16 marzo al 18 aprile 1942. I titoli di lavorazione furono  He's My Old Man e  Flight Captain.

## Distribuzione
Il film fu distribuito negli Stati Uniti nel luglio 1942 al cinema dalla Columbia Pictures.
Altre distribuzioni:
- in Svezia il 19 marzo 1943 (Flyglöjtnanten)
- in Portogallo il 25 dicembre 1943 (O Tenente Aviador)
- negli Stati Uniti il 1º gennaio 1949 (redistribuzione)
- in Brasile (Sacrifício de Pai)
- in Grecia (Ptisis horis prosgeiosi)

## Promozione
La tagline è: Flying like angels! Fighting like demons! Loving like men!.